# Ковасна (Јаши)
Ковасна (рум. Covasna) насеље је у Румунији у округу Јаши у општини Костулени. Oпштина се налази на надморској висини од 114 m.

## Становништво
Према подацима из 2002. године у насељу је живело 1368 становника, од којих су сви румунске националности.